# Будапешт (аеропорт)
Міжнародний аеропорт імені Ференца Ліста (угор. Budapest Liszt Ferenc Nemzetközi Repülőtér) (IATA: BUD, ICAO: LHBP), раніше знаний як Аеропорт Ферігедь (Budapest Ferihegy International Airport) — міжнародний аеропорт, який обслуговує столицю Угорщини Будапешт, найбільший із міжнародних аеропортів країни. Аеропорт обслуговує рейси в аеропорти Європи, а також Азії, на Середній Схід і в Північну Америку. 2008 року аеропорт обслуговував 8,4 млн пасажирів. Аеропорт розташований за 16 км на південний схід від центру Будапешта.
Аеропорт приймає широкий спектр повітряних суден, включаючи Боїнг-747, Ан-124 і Ан-225, однак основними літаками в аеропорту є дводвигунові літаки виробництва Airbus і Boeing, які здійснюють рейси в європейські аеропорти і кілька далекомагістральних Boeing 767. Аеродром є запасним для літаків, що прямують до Братислави або Відня.
Є хабом авіакомпаній:
- Wizz Air
- Ryanair
- Smartwings Hungary

## Історія

### Проєктування і будівництво (1939—1944)
Ідея будівництва в Будапешті нового аеропорту виникла в 1938 році. Для будівництва аеропорту було виділено ділянку на території трьох адміністративних одиниць. Спочатку аеропорт планувався для використання одночасно військовою, цивільною та спортивною авіацією. Для цивільної авіації відводилася північно-західна частина льотного поля, для військової — південно-західна. На будівництво кожної будівлі проводився відкритий тендер.
У грудні 1939 року за результатами тендера найкращим був визнаний проєкт Каро Давида мол. (1903—1973). Автор проєкту, один зі основоположників сучасної угорської архітектури, надав будівлі нового терміналу форму носа великого літака. Будівельні роботи почалися в 1942 році. 16-кілометрове швидкісне шосе, що з'єднує аеропорт з центром міста, було побудовано в 1940—1943 роках. Після ряду модернізацій і розширень ця дорога і сьогодні продовжує бути основним наземним шляхом повідомлення з аеропортом.
Будинки військової авіабази зводилися одночасно з цивільними будівлями з 1940 року, але у зв'язку з війною, що почалася, будівництво військової інфраструктури проводилося прискореними темпами. Активна експлуатація аеропорту почалася в 1943 році. У воєнний час будівництво споруд цивільного призначення сповільнилося, а до початку 1944 року було повністю заморожено. До кінця Другої світової війни велика частина готових і недобудованих споруд аеропорту була зруйнована або сильно пошкоджена. Наприкінці 1944 року Будапешт і його аеропорт були зайняті радянськими військами.

### Реконструкція (1947—1950)
Рішення про відновлення аеропорту для потреб цивільної авіації було прийнято в 1947 році. На фінансування трирічного плану будівництва виділялося 40 млн форинтів. Урочиста церемонія відкриття відновленого аеропорту Будапешта і передачі його в експлуатацію авіакомпанії MASZOVLET, попередниці Malev, відбулася 7 травня 1950 року. На початку своєї роботи з аеропорту Будапешта виконувалися регулярні рейси тільки до країн соціалістичного табору: в Прагу, Бухарест, Варшаву і Софію.
Авіакомпанія Malev була заснована 25 листопада 1954 року. Її перший регулярний рейс за межі соціалістичного табору відбувся влітку 1956 року до Відня. Першою західною авіакомпанією, яка здійснила рейс до Будапешта, стала KLM Royal Dutch Airlines в 1957 році. У цей період було закінчено будівництво терміналу, а довжина ЗПС була збільшена до 2500 м для прийому великих літаків. Наприкінці 1958 року довжина ЗПС була збільшена до 3010 м, крім того, була побудована D. доріжка.

### 1960—1980

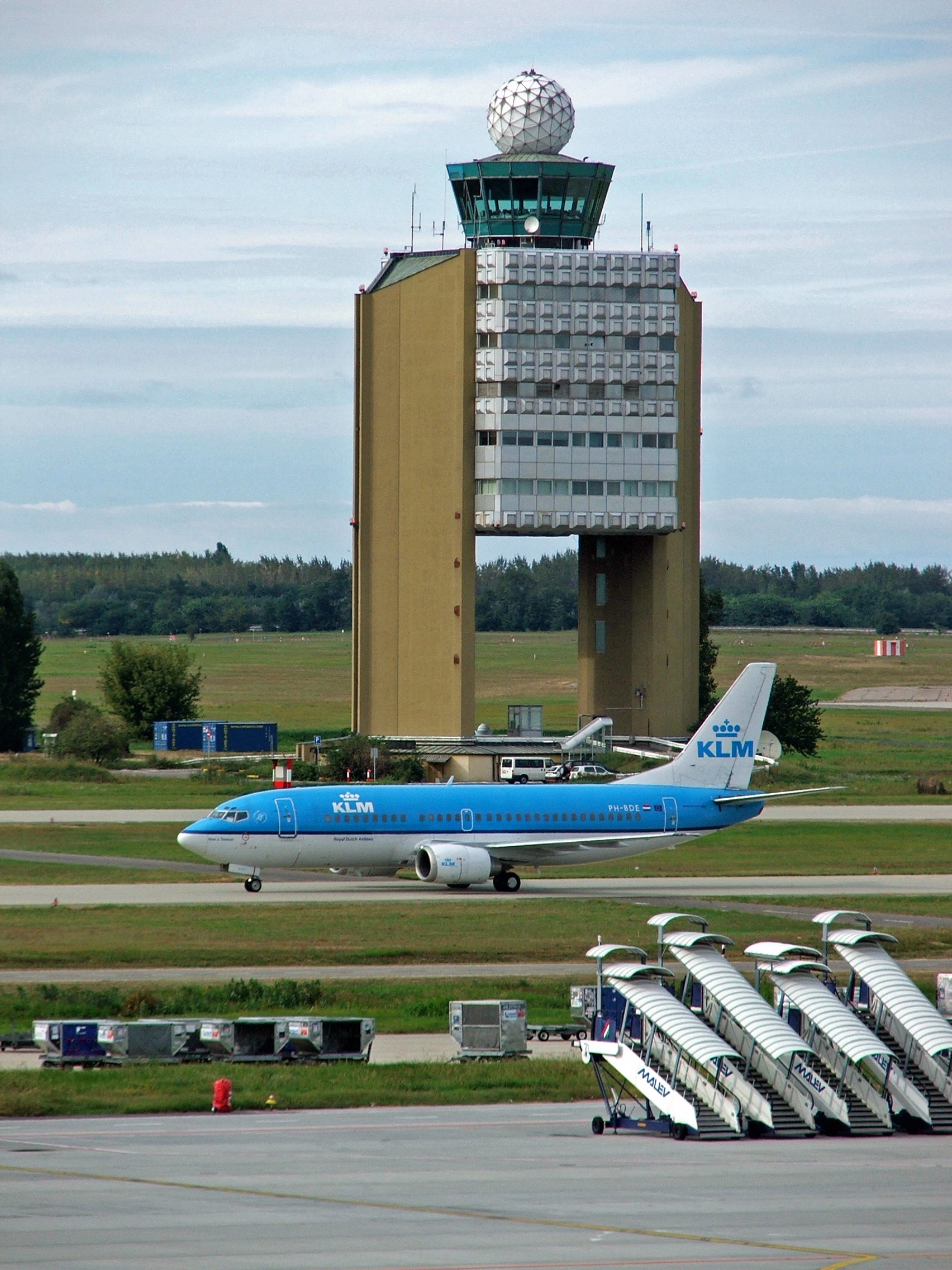
Будапешт (аеропорт)

У 1960 році кількість зльотів-посадок склала 17 133, а пасажирообіг досяг 359 338 пасажирів на рік. У цей час аеропорт Будапешта був єдиним міжнародним аеропортом Угорщини, географія пасажирських і вантажних перевезень постійно розширювалася.
У 1965 році був розроблений десятирічний план розвитку аеропорту, за яким здійснювалося будівництво і модернізація інфраструктури до кінця 1970-х. Результатом стало збільшення пропускної спроможності і поява нових об'єктів в аеропорту.
У 1974 році пасажирообіг аеропорту Будапешта сягнув 1 млн. У зв'язку з швидким збільшенням кількості літаків, що пролітають через Угорщину, було реалізовано кілька нових проєктів. 1977 року був побудований новий контрольно-диспетчерський пункт і друга смуга, паралельна старої, а також технічна база для обслуговування літаків Malev. Нова ЗПС завдовжки 3707 м була введена в експлуатацію у вересні 1983 року.

### Нова інфраструктура
У 1980 році кількість приземлилися літаків і пасажирів досягли 32 642 і 1,78 млн пасажирів відповідно. Зростання пасажирообороту викликало необхідність подальшого розвитку пасажирської інфраструктури. Було ухвалено рішення про будівництво нового терміналу. Перший камінь у фундамент нового терміналу було закладено 16 листопада 1983 року. 1 листопада 1985 року перших пасажирів прийняв новий, другий пасажирський термінал, його площа склала 24 тис. кв. м. У новому терміналі стала обслуговуватися авіакомпанія Malev, за якою послідували Lufthansa, Air France і Swissair. Великий перон, стоянки літаків як у терміналі, так і віддалені, шість телетрапів перетворили повітряні ворота угорської столиці в один з найсучасніших аеропортів того часу. Старий термінал став іменуватися першим терміналом і продовжував приймати літаки іноземних авіакомпаній.
У 1990 році було зареєстровано понад 40 тис. злетів-посадок, а пасажирообіг аеропорту досяг 2,5 млн чоловік.
Влітку 1993 року Малєв здійснив перший трансатлантичний рейс в Нью-Йорк. Розвиток авіації в Угорщині не зупинявся, і в аеропорту з'являлися нові удосконалення. За прогнозами зростання пасажиропотоку в новому тисячолітті двох терміналів із загальною пропускною спроможністю в 4 млн пасажирів на рік буде недостатньо. Будівництво терміналу 2B почалося в 1997 році. Нова будівля площею понад 30 тис. кв. м, була введена в експлуатацію 8 грудня 1998 року. Новий термінал 2В може приймати 3,5 млн пасажирів на рік, сім стоянок літаків знаходяться безпосередньо поруч з терміналом і обладнані телетрапами, крім того, є ще п'ять віддалених стоянок.
У січні 2002 року почався новий етап в історії аеропорту Будапешта. Після ліквідації Директорату авіації та аеропортів з'явилися дві нові організації: HungaroControl для контролю і експлуатант аеропорту Budapest Airport Zrt.
8 грудня 2005 року 75 %-ву частку в підприємстві аеропорту Феріхедь, а також права на експлуатацію протягом 75 років за 464,5 млн угорських форинтів (близько 2,1 млн доларів США) придбала BAA PLC. 6 червня 2007 року ВАА продала свою частку в аеропорту Феріхедь консорціуму німецьких аеропортів HOCHTIEF (HTA).
В 2011 році аеропорт Феріхедь був перейменований на Міжнародний аеропорт імені Ференца Ліста, в ознаменування 200-річчя композитора.

## Термінали

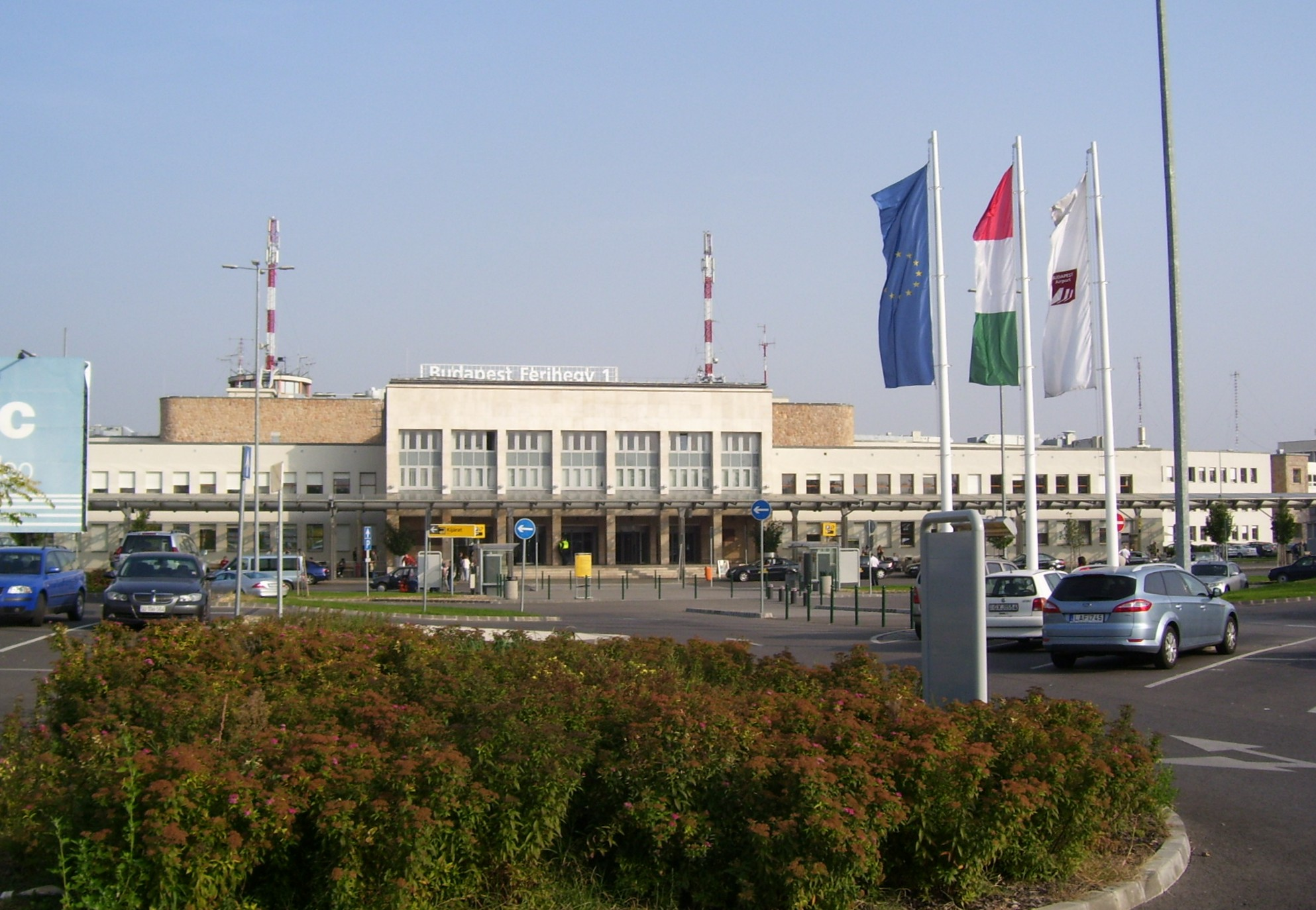
Термінал 1 (зачинений)

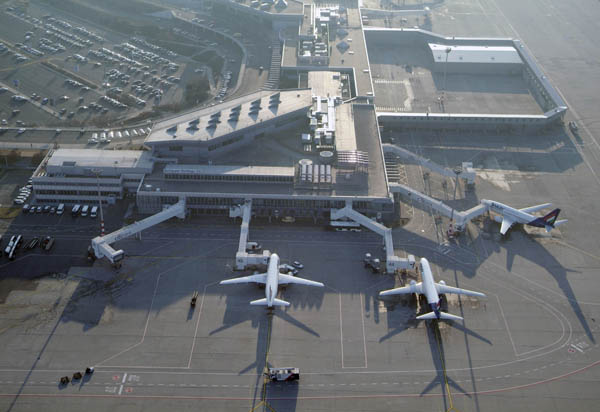
Термінал 2A

### Термінал 1 (зачинений)
З 1 вересня 2005 року Термінал 1 використовується лоу-кост-авіакомпаніями. Термінал 1 розділений на шенгенські та нешенгенські виходи на посадку.

Термінал був модернізований і приведений у відповідність до сучасних вимог, однак при цьому його будівля є одним з найкращих зразків архітектурного модернізму не тільки в Угорщині, але й в усій Європі. Будівля Терміналу 1 несхожа на жодну будівлю аеропорту у світі, вона побудована у вигляді літака.
14 березня 2012 року аеропорт Будапешта оголосив, що через занадто низький рівень трафіку у терміналі 1, свободні площі у терміналі 2 і економію витрат термінал 1 буде тимчасово закритий. 30 травня 2012 року всі авіакомпанії були переміщені до терміналу 2, а лоукост-авіакомпанії тепер використовували стійки реєстрації у залі 2B і гейти у прибудові біля головного терміналу. На початок 2020-х прибудова не працює, замість нього відкрили новий пірс.

### Sky Court між терміналами 2A і 2B
Sky Court — надсучасна будівля між терміналами 2A і 2B з 5 рівнями. Сюди були перенесені служба перевірки безпеки пасажирів разом із новими класифікаторами багажу та салонами бізнес-класу, такими як перший у Європі салон MasterCard. У транзитному залі новобудови розмістили нові крамниці, ресторани та кав'ярні. З відкриттям Skycourt термінал 2 став здатним приймати близько 11 мільйонів пасажирів на рік замість колишньої загального пасажирообігу близько 7 мільйонів.

### Термінал 2A
2A Термінал (спочатку — 2 Термінал, в 1998 році перейменований) було відкрито 1 листопада 1985 року, він обслуговував рейси Малєв, 
а пізніше в 1998 році перейменовано на термінал 2A. З 30 березня 2008 року він обслуговує напрямки в країни Шенгенської угоди. Його зал реєстрації обслуговує всі авіакомпанії-члени Skyteam та Star Alliance. У межах своєї зони посадки (виходи A1-A33) та зони прильоту він обслуговує всі рейси до/з напрямків Шенгенської зони будь-якої авіакомпанії. 

### Термінал 2B
Нешенгенський термінал, офіційно є окремим об’єктом, відкритий у грудні 1998 року. Його зал реєстрації обслуговує всі рейси альянсу OneWorld (внутрішньо- та позашенгенські), а також багато інших авіакомпаній, що не є членами альянсів. Стійки реєстрації на рейси угорського лоукостера Wizz Air також знаходяться у цьому терміналі. Проте його зона відправлення (виходи B1-B44) і зона прибуття обслуговують суто нешенгенські напрямки.

#### Пірс 2B
Проєкт «Пірс Б» розпочато 9 січня 2017 року. Нова надсучасна будівля була відкрита 1 серпня 2018 року і сполучена безпосередньо з терміналом 2В. Має довжину 220 м, 27 гейтів та 10 телетрапів, які можуть обслуговувати широкофюзеляжні літаки. З пірса можлива посадка через телетрапи, автобуси або пішки безпосередньо до літака.

## Авіакомпанії та напрямки, грудень 2021

### Пасажирські
| Авіакомпанія                   | Пункт призначення |
| ------------------------------ | --- |
| Aegean Airlines                | Афіни |
| Aer Lingus                     | Дублін |
| Aeroflot                       | Москва-Шереметьєво |
| Air Algerie                    | Алжир |
| airBaltic                      | Рига |
| Air Canada Rouge               | Сезонний:Торонто-Пірсон |
| Air China                      | Пекін |
| Air France                     | Париж-Шарль де Голль |
| airBaltic                      | Сезонно: Рига |
| Arkia                          | Тель-Авів |
| Austrian Airlines              | Відень |
| Bluebird Airways               | Сезонний: Тель-Авів |
| British Airways                | Лондон-Хітроу |
| Brussels Airlines              | Брюссель |
| Bulgarian Air Charter          | Софія |
| easyJet                        | Амстердам, Базель, Женева, Лондон-Гатвік, Манчестер, Париж-Шарль де Голль |
| EgyptAir                       | Каїр, Хургада |
| El Al                          | Тель-Авів |
| Emirates                       | Дубай |
| Eurowings                      | Кельн/Бонн, Дюссельдорф, Гамбург, Штутгарт |
| Finnair                        | Гельсінкі |
| flydubai                       | Дубай |
| Hainan Airlines                | Чунцин-Цзянбей |
| Iberia                         | Мадрид |
| Jet2.com                       | Бірмінгем, Лідс/Бредфорд, Манчестер Сезонно: Ньюкасл |
| KLM                            | Амстердам |
| LOT Polish Airlines            | Сеул-Інчхон, Варшава-Шопен |
| Lufthansa                      | Франкфурт, Мюнхен |
| Luxair                         | Сезонно: Люксембург |
| Norwegian Air Shuttle          | Копенгаген, Осло-Гардермуен, Стокгольм-Арланда |
| Pegasus Airlines               | Стамбул-Сабіха Гекчен Сезонний чартер: Анталія |
| Qatar Airways                  | Доха |
| Ryanair                        | Амман, Афіни, Барселона, Барі, Париж-Бове, Бергамо, Берлін, Біллунн, Болонья, Бордо, Борнмут, Бристоль, Кальярі, Корк, Брюссель-Шарлеруа, Кельн/Бонн, Копенгаген, Дублін, Східний Мідландс, Единбург, Гетеборг, Гран-Канарія, Каунас, Харків, Краків, Лаппеенранта, Лісабон, Лондон-Станстед, Люксембург, Львів, Мадрид, Малага, Мальта, Манчестер, Марсель, Неаполь, Нюрнберг, Одеса, Палермо, Пафос, Піза, Порту, Познань, Прага, Рига, Рим-Чіампіно, Севілья, Шеннон, Софія, Тель-Авів, Салоніки, Тулуза, Тревізо, Турин, Валенсія Сезонний: Бургас, Міконос, Пальма-де-Мальорка, Превеза, Родос, Ріміні, Задар, Закінф |
| Scandinavian Airlines          | Сезонний: Осло-Гардермуен, Стокгольм-Арланда |
| Shanghai Airlines              | Ченду-Шуанлю, Шанхай-Пудун, Сіань |
| Smartwings                     | Сезонні: Анталія, Барселона, Бургас, Ханья, Корфу, Хургада, Іракліон, Карпатос, Кефалонія, Марса-Алам, Пальма-де-Мальорка, Родос, Шарм-ель-Шейх, Тирана, Закінф |
| SunExpress                     | Сезонний чартер: Анталія, Ізмір |
| Swiss International Air Lines  | Цюрих |
| TAP Portugal                   | Лісабон |
| TAROM                          | Бухарест |
| Transavia                      | Париж-Орлі Сезонно: Ліон |
| Turkish Airlines               | Стамбул |
| Ukraine International Airlines | Київ-Бориспіль |
| Ural Airlines                  | Краснодар, Москва–Жуковський, Самара, Єкатеринбург |
| Wizz Air                       | Абу-Дабі, Аліканте, Амман, Афіни, Баку, Барселона, Барі, Базель-Мюлуз-Фрайбург, Берлін, Бірмінгем, Болонья, Катанія, Брюссель-Шарлеруа, Дортмунд, Единбург, Ейндговен, Фуертевентура, Гетеборг, Казань, Харків, Кутаїсі, Київ-Жуляни, Ларнака, Лісабон, Ліверпуль, Лондон-Гатвік, Лондон-Лутон, Львів, Мадрид, Малага, Мальме, Мальта, Мілан-Мальпенса, Москва-Внуково, Неаполь, Ніцца, Нур-Султан, Одеса, Осло-Гардермуен, Париж-Орлі, Подгориця, Порту, Рейк'явік, Рим-Ф'юмічіно, Ст Петербург, Скоп'є, Софія, Стокгольм-Скавста, Тиргу-Муреш, Тель-Авів, Тенерифе-Південний, Салоніки, Тирана, Варшава-Шопен, Запоріжжя Сезонний: Альгеро, Акаба, Бургас, Кастельйон, Ханья, Корфу, Дубай, Іракліон, Хургада Ібіца, Кос, Міконос, Пальма-де-Мальорка, Родос, Санторіні, Закінф |

### Вантажі
| Авіакомпанія           | Пункт призначення                                                                   |
| ---------------------- | ----------------------------------------------------------------------------------- |
| Cargolux               | Баку, Бангкок-Суварнабхумі Гонконг, Люксембург, Шеньчжень-Баоань, Чженчжоу-Сіньчжен |
| Emirates SkyCargo      | Дубай                                                                               |
| FedEx Feeder           | Париж-Шарль де Голль                                                                |
| Korean Air Cargo       | Франкфурт, Сеул–Інчхон                                                              |
| Qatar Airways Cargo    | Доха, Прага                                                                         |
| Turkish Airlines Cargo | Стамбул-Ататюрк                                                                     |
| UPS Airlines           | Кельн/Бонн                                                                          |

## Статистика
Див. джерело запитів Вікіданих та джерела.
| Рік  | Пасажирообіг | Вантажообіг (тонн) | Авіатрафік |
| ---- | ------------ | ------------------ | ---------- |
| 2017 | 13.097.239   | 127.145            | 102.747    |
| 2016 | 11.441.999   | 112.142            | 96.141     |
| 2015 | 10.298.963   | 91.422             | 92.294     |
| 2014 | 9.155.961    | 89.987             | 86.682     |
| 2013 | 8.520.880    | 92.112             | 83.830     |
| 2012 | 8.504.020    | 93.123             | 87.560     |
| 2011 | 8.920.653    | 106.595            | 109.949    |
| 2010 | 8.190.089    | 82.638             | 105.507    |
| 2009 | 8.095.367    | 62.870             | 109.811    |
| 2008 | 8.443.053    | 73.155             | 117.876    |
| 2007 | 8.597.137    | 85.567             | 124.298    |
| 2006 | 8.266.677    | 88.189             | 126.947    |
| 2005 | 7.932.765    | 73.033             | 126.359    |
| 2004 | 6.392.807    | 79.273             | 111.753    |
| 2003 | 5.022.538    | 65.884             | 88.471     |
| 2002 | 4.482.695    | 46.477             | 77.941     |
| 2001 | 4.594.875    | 45.212             | 81.166     |

### Головні пункти призначення
| №  | Місто     | Аеропорт (и)                                | Щотижневі відправлення (літо 2015) | Авіакомпанії                                                       |
| -- | --------- | ------------------------------------------- | ---------------------------------- | ------------------------------------------------------------------ |
| 1  | Лондон    | Гатвік, Хітроу, Лутон, Станстед             | 87                                 | British Airways, easyJet, Norwegian Air Shuttle, Ryanair, Wizz Air |
| 2  | Париж     | Аеропорт Бове-Тілле, Шарль-де-Голль, Орлі   | 43                                 | Air France, easyJet, Ryanair, Transavia France                     |
| 3  | Брюссель  | Аеропорт Брюссель, Шарлеруа                 | 42                                 | Brussels Airlines, Ryanair, Wizz Air                               |
| 4  | Стамбул   | Міжнародний аеропорт Ататюрк, Сабіха Гекчен | 40                                 | Pegasus Airlines, Turkish Airlines, Wizz Air                       |
| 5  | Франкфурт | Аеропорт Франкфурт, Франкфурт Хан           | 38                                 | Lufthansa, Wizz Air                                                |
| 6  | Мюнхен    | Аеропорт Мюнхен                             | 35                                 | Lufthansa                                                          |
| 7  | Варшава   | Варшавський аеропорт імені Фредерика Шопена | 34                                 | LOT Polish Airlines, Wizz Air                                      |
| 8  | Рим       | Рим Чампіно, аеропорт Фьюмічіно             | 26                                 | Alitalia, Ryanair, Vueling, Wizz Air                               |
| 9  | Москва    | Аеропорт Шереметьєво, Внуково               | 24                                 | Aeroflot, Wizz Air                                                 |
| 10 | Амстердам | Аеропорт Амстердам                          | 21                                 | KLM                                                                |
| 10 | Прага     | Аеропорт Прага                              | 21                                 | Czech Airlines                                                     |
| 10 | Мілан     | Аеропорт Бергамо, аеропорт Мальпенса        | 21                                 | Ryanair, Wizz Air                                                  |
| 10 | Цюрих     | Аеропорт Цюрих                              | 21                                 | Swiss                                                              |
| 10 | Відень    | Аеропорт Відень                             | 21                                 | Austrian Airlines                                                  |

### Річний обсяг перевезень
| Місяць | Пасажири  | Зміна (2014—2015) | Кумулятивно |
| ------ | --------- | ----------------- | ----------- |
| 01     | 626,195   | ▲ 12.8 %          | 626,195     |
| 02     | 599,803   | ▲ 13 %            | 1,225,998   |
| 03     | 743,031   | ▲ 12.1 %          | 1,969,029   |
| 04     | 840,486   | ▲ 10.8 %          | 2,809,515   |
| 05     | 895,299   | ▲ 10.9 %          | 3,704,814   |
| 06     | 966,297   | ▲ 11.8 %          | 4,671,111   |
| 07     | 1,081,528 | ▲ 14.3 %          | 5,752,639   |
| 08     | 1,085,608 | ▲ 15 %            | 6,838,247   |
| 09     | 1,017,506 | ▲ 16.2 %          | 7,855,753   |
| 10     | 938,746   | ▲ 11.3 %          | 8,794,499   |
| 11     | 758,417   | ▲ 10 %            | 9,552,916   |

## Транспорт

### Публічний транспорт
Будапештський транспортний центр (BKK), орган громадського транспорту Будапешта, керує двома основними автобусними експресами до аеропорту: 100E та 200E. Маршрут 100E, створений на кшталт автобусів OrlyBus і RoissyBus до аеропорту в Парижі, забезпечує безперебійне сполучення з центром міста, зупиняючись лише на площі Кальвіна і площі Ференца Деака. На цьому маршруті не можна використовувати звичайні квитки; квиток з вищою ціною необхідно купувати в автобусі.
Автобусний маршрут 200E забезпечує сполучення з аеропорту до станції Кебанья-Кішпешт, найближчої станції метро Будапешта. На цьому маршруті діють звичайні квитки.

### Залізниця
Угорські державні залізниці (MAV) забезпечують регулярні перевезення пасажирів між терміналом 1 і Західним вокзалом у Будапешті. Час у дорозі становить близько 25 хвилин, періодичність — 2-3 рейси на годину. Від Терміналу 1 до терміналів 2А і 2В можна доїхати на автобусі.

### Мікроавтобуси і шатли
Кілька компаній здійснюють трансфер до аеропорту, який доставляє пасажирів до будь-якого пункту призначення у Будапешті. Маршрутні автобуси вирушають до міст Угорщини, Румунії, Словаччини та Сербії.